# Mary Gordon (écrivain)
Pour les articles homonymes, voir Mary Gordon (homonymie) et Gordon.
Mary Gordon, née le 8 décembre 1949 à Far Rockaway dans le quartier du Queens à New York, est une écrivaine américaine.

## Œuvres

### Romans
- Pour solde de tout compte, Gallimard, 1979 ((en) Final Payments, 1978)
- La Compagnie des femmes, Gallimard, 1985 ((en) The Company of Women, 1981)
- Des hommes et des anges, Gallimard, 1987 ((en) Men and Angels, 1985)
- (en) The Other Side, 1989
- La Petite Mort, Quai Voltaire, 2001 ((en) Spending, 1998)
- (en) Pearl, 2005
- (en) The Love of My Youth, 2011

### Recueils de nouvelles
- Refuge provisoire, Gallimard, 1990 ((en) Temporary Shelter, 1987)
- (en) The Rest of Life: Three Novellas, 1994
- Le Mari de la traductrice et autres nouvelles, Quai Voltaire, 2008 ((en) The Stories of Mary Gordon, 2006)
- (en) The Liar's Wife, 2014

### Mémoires
- (en) The Shadow Man, 1996
- (en) Seeing Through Places, 2000
- (en) Circling My Mother, 2007

## Distinctions
- 1978 : Prix Janet Heidinger Kafka pour l'ouvrage Final Payments[1]
- 1981 : Prix Janet Heidinger Kafka pour l'ouvrage The Company of Women[1]